# Bruno Altmann

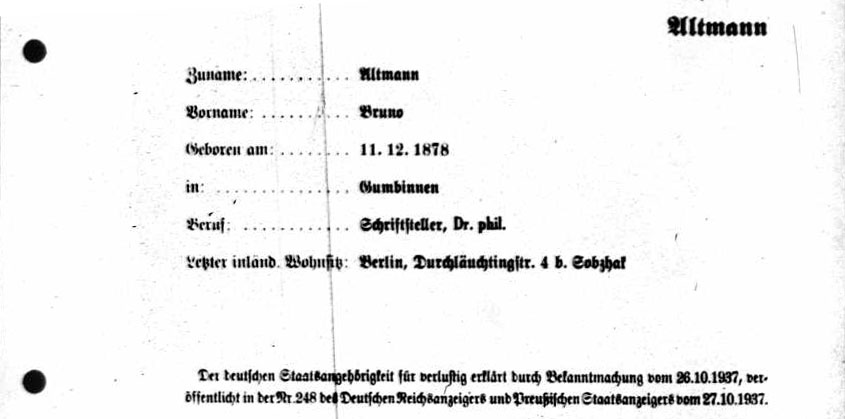
Kartei für die Ausbürgerung von Bruno Altmann

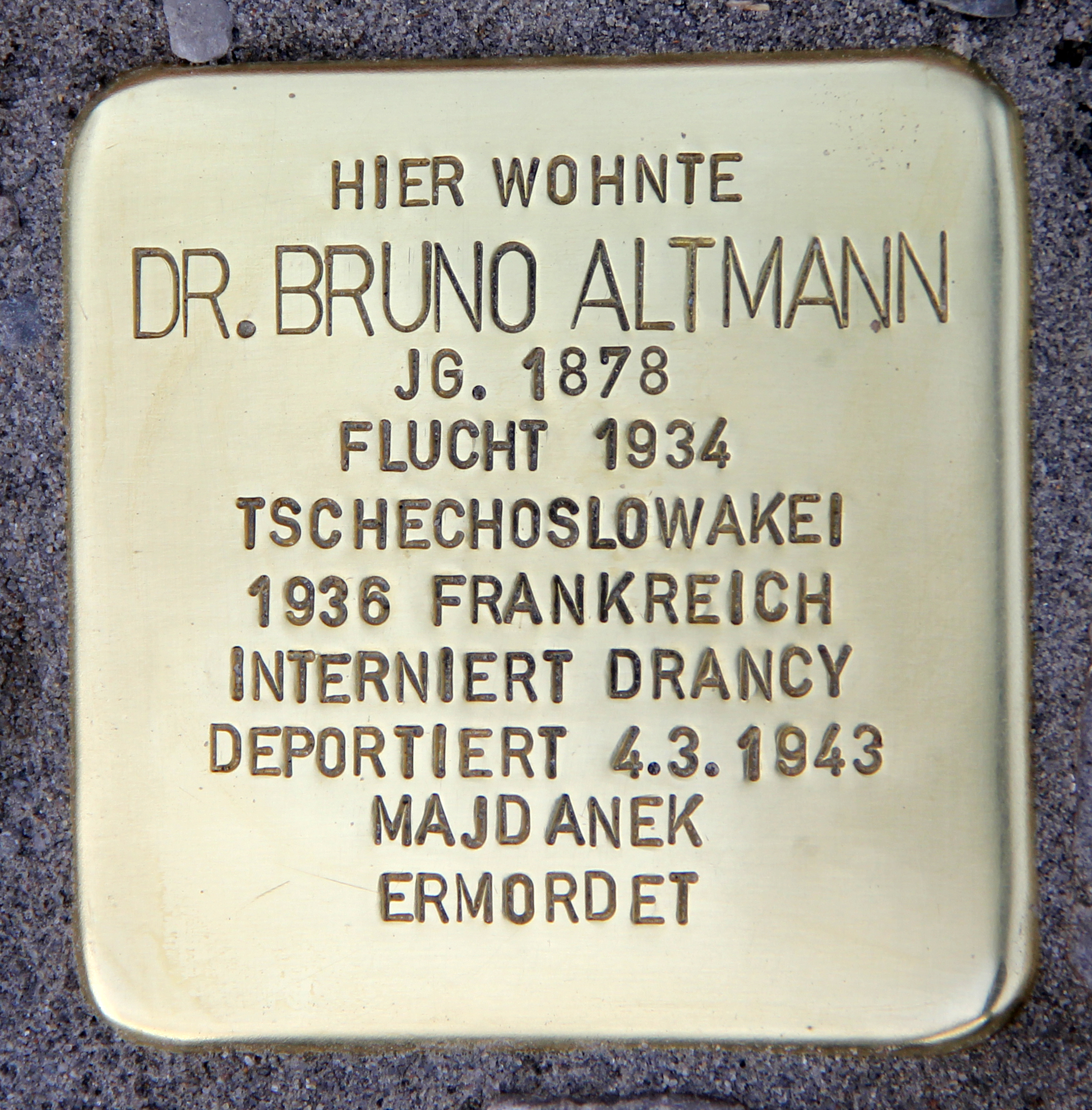
Stolperstein am Haus, Dörchläuchtingstraße 4, in Berlin-Britz

Bruno Altmann (* 11. Dezember 1878 in Gumbinnen; † 1943 in Majdanek) war ein deutscher Schriftsteller jüdischer Herkunft. Er wohnte in den 1920er Jahren bis 1933 in der Dörchläuchtingstraße 4 in Berlin-Britz. Er war Dr. phil. und engagierte sich in der SPD. Nach der nationalsozialistischen „Machtergreifung“ emigrierte Altmann nach Frankreich, wo er weiter publizistisch tätig war. Sein Buch Vor dem Sozialistengesetz (mit Paul Kampffmeyer) wurde 1933 auf der NS-Liste der verbotenen Bücher eingetragen und öffentlich verbrannt. Er schrieb über vielerlei Themen, aber im Exil meist kritische Artikel über Universitätsprofessoren, die im NS-Staat tätig waren.
Im Jahre 1938 publizierte er zwei Artikel zum Thema Martin Heidegger und der Nationalsozialismus, die 2009 wiederveröffentlicht wurden:
„Über Heideggers Entwicklung sind viele Witze gerissen worden: den schlechtesten hat er selbst gemacht, als er nach allem Nationalsozialist wurde.“

Altmann wurde die deutsche Staatsbürgerschaft am 26. Oktober 1937 entzogen. Er wurde im besetzten Frankreich im Sammellager Drancy inhaftiert und mit dem 50. Transport aus Drancy am 4. März 1943 in das KZ Majdanek deportiert und dort von Nationalsozialisten ermordet.
Am 26. November 2018 wurde vor seinem ehemaligen Wohnort, Berlin-Britz, Dörchläuchtingstraße 4, ein Stolperstein verlegt.

## Publizistische Tätigkeit (Auswahl)
- Afrika in Amerika. über Panafrikanismus, Schriftsteller James Weldon Johnson und Dichterin Anne Spencer. In: der Zeitung Die Welt. 1929.[2][3]
- Ernüchterung eines Philosophen. Heidegger macht nicht mehr gerne Pfötchen. In: Neuer Vorwärts. Nr. 256, 15. Mai 1938.[1]
- Heidegger und Banse. In: Die Neue Weltbühne. Nr. 34, 1938.[1]
- Professoren Porträts über Alfred Baeumler und Willy Hellpach. In: Bertolt Brecht, Lion Feuchtwanger, Willi Bredel (Hrsg.): Das Wort. Heft 2 von 1937.[4]
- Vor dem Sozialistengesetz. Krisenjahre des Obrigkeitsstaates. Mit Paul Kampffmeyer. Der Bücherkreis (1928)